# Пон-де-л’Арш
Пон-де-л’Арш (фр. Pont-de-l'Arche) — коммуна на севере Франции, регион Нормандия, департамент Эр, округ Лез-Андели, центр одноименного кантона, в 19 км к югу от Руана и в 3 км от автомагистрали А13 «Нормандия», на левом берегу Сены, в месте впадения в нее реки Эр. В 2 км к северу от центра коммуны, на противоположном берегу Сены, находится железнодорожная станция Пон-де-л’Арш линии Париж-Гавр.
Население (2018) — 4151 человек.

## История
Поселение на дороге из Руана в Эврё у моста в месте пересечения Сены было основано во времена римлян. В 870 году по приказу Карла II Лысого был построен деревянный мост с укрепленными фортами по обеим сторонам, с помощью которых он пытался сдержать наступление норманнов. Карл укрепил мост 22 арками, закрытыми «боронами» (герсами). Мост «de l’Arche», то есть «Ковчег», или «Крепость», в 885 году позволил задержать наступление норманнов на Париж на четыре месяца.
Пон-де-л’Арш играл важную роль в борьбе королей Англии Ричарда Львиное Сердце и Франции Филиппа II Августа за Нормандию. Ричард Львиное Сердце приказал отреставрировать мост и основал в 2 километрах ниже по течению Сены аббатство Нотр-Дам де Бонпор. Когда в ходе военных действий был разрушен замок Водрёй, а Филипп II Август завладел Нормандией, он выбрал Пон-де-л’Арш в качестве своей главной базы. Он укрепил каменные стены города и превратил его во второй по значимости населенный пункт в регионе после Руана.
В 1589 году армия короля Генриха IV Наваррского осаждала Руан, и оказавшийся у него в тылу Пон-де-л’Арш открыл королю ворота, за что впоследствии получил право поместить на свой герб три королевские лилии.
Территориальная реформа во время Великой французской революции сделала центром местного самоуправления промышленный город Лувье. Вместе с административными функциями Пон-де-л’Арш потерял свою значимость и население города стало сокращаться. Промышленная революция дала городу новый импульс, здесь были построены обувные фабрики, на которых к началу Первой мировой войны работало несколько тысяч человек.
Город серьезно пострадал во время обеих мировых войн. В 1940 году он был местом ожесточенного сражения англо-французских войск с танками Роммеля (битва за Пон-де-л’Арш). Мосты были разрушены бомбардировками, которые, однако, не затронули культурное наследие города.

## Достопримечательности
- Церковь Нотр-Дам-дес-Арт (Notre-Dame-des-Arts) XVI—XVII веков с южным фасадом в стиле пламенеющая готика и изысканной резьбой
- Аббатство Нотр-Дам де Бонпор конца XII века. Закрыто в 1791 году, в настоящее время — частная собственность
- Остатки крепостной стены, классифицированные как исторический памятник, основания башен относятся к периоду короля Филиппа II Августа
- Жилые дома XVI—XVIII веков

## Экономика
Структура занятости населения:
- сельское хозяйство — 0,6 %
- промышленность — 27,9 %
- строительство — 0,7 %
- торговля, транспорт и сфера услуг — 29,2 %
- государственные и муниципальные службы — 41,6 %

Уровень безработицы (2017) — 11,7 % (Франция в целом — 13,4 %, департамент Эр — 13,4 %). 

Среднегодовой доход на 1 человека, евро (2018) — 22 550 (Франция в целом — 21 730, департамент Эр — 21 700).

## Демография
Динамика численности населения, чел.

## Администрация
Пост мэра Пон-де-л’Арша с 2008 года занимает социалист Ришар Жаке (Richard Jacquet). На муниципальных выборах 2020 года возглавляемый им независимый список победил в 1-м туре, получив 52,90 % голосов.
| Период | Период | Фамилия          | Партия                  | Примечания          |
| ------ | ------ | ---------------- | ----------------------- | ------------------- |
| 1959   | 1977   | Ролан Левийен    | Разные правые           | разработчик карьера |
| 1977   | 1989   | Роже Леру        | Коммунистическая партия | страховой агент     |
| 1989   | 2001   | Полетт Лекюрё    | Социалистическая партия | учитель             |
| 2001   | 2008   | Доминик Жашимьяк | Разные левые            | бухгалтер           |
| 2008   |        | Ришар Жаке       | Социалистическая партия | референт            |

## Знаменитые уроженцы
- Эсташ Гиацинт Ланглуа (1777—1837), художник, гравёр и скульптор, прозванный «нормандским Калло»

## Галерея

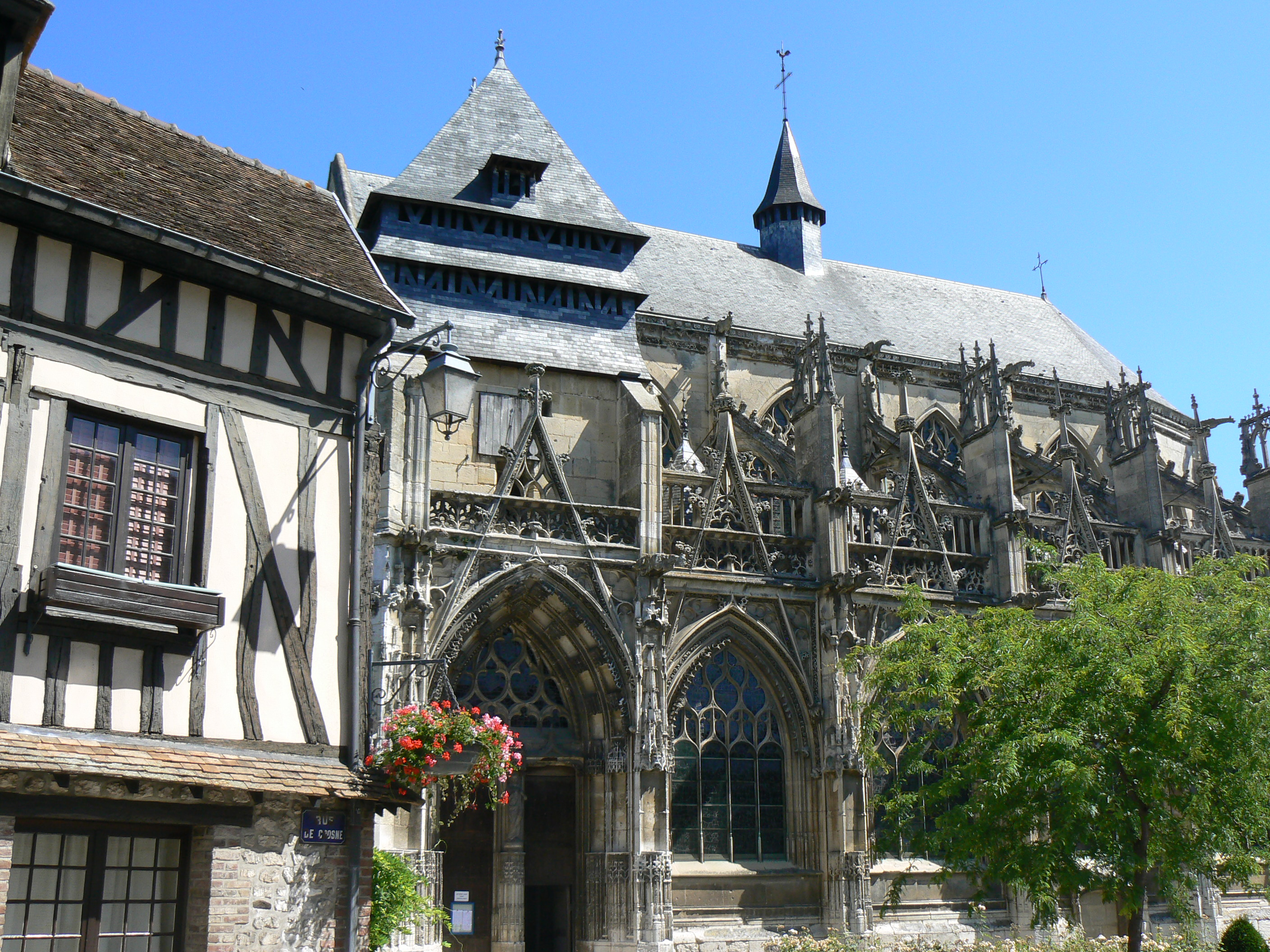
Фасад церкви Нотр-Дам-дес-Арт
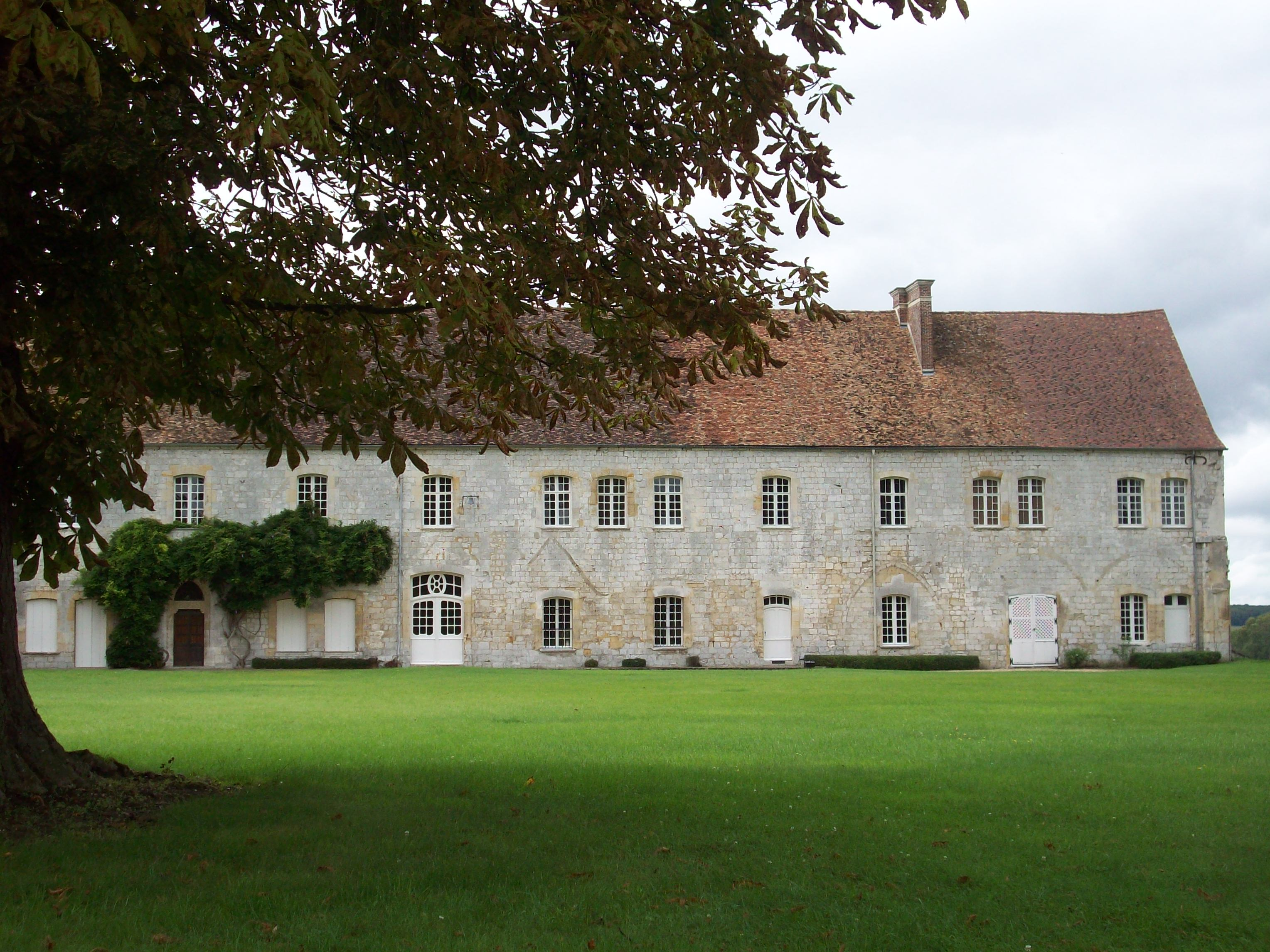
Аббатство Нотр-Дам де Бонпор
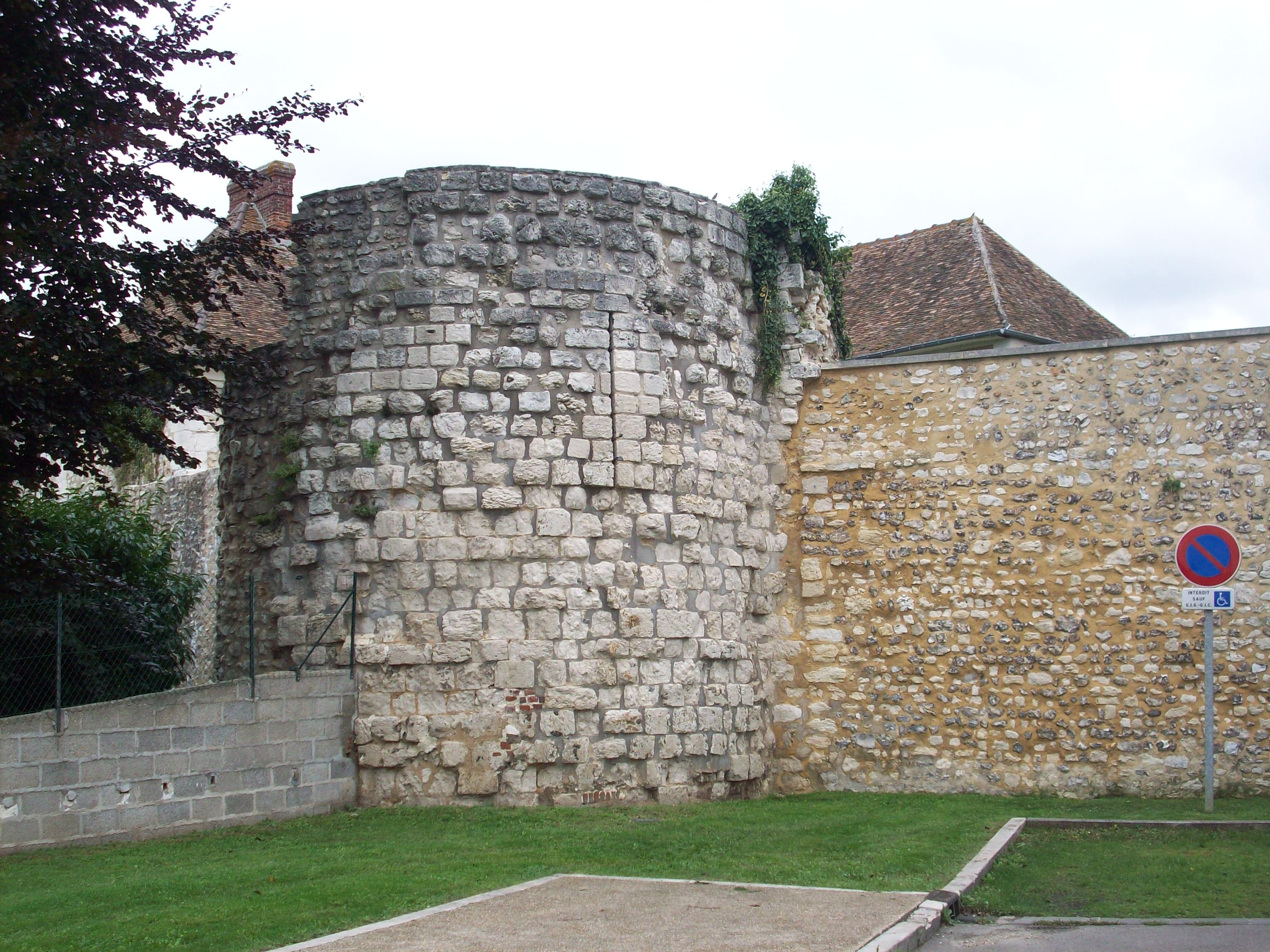
Фрагменты крепостной стены